# Injection directe à rampe commune

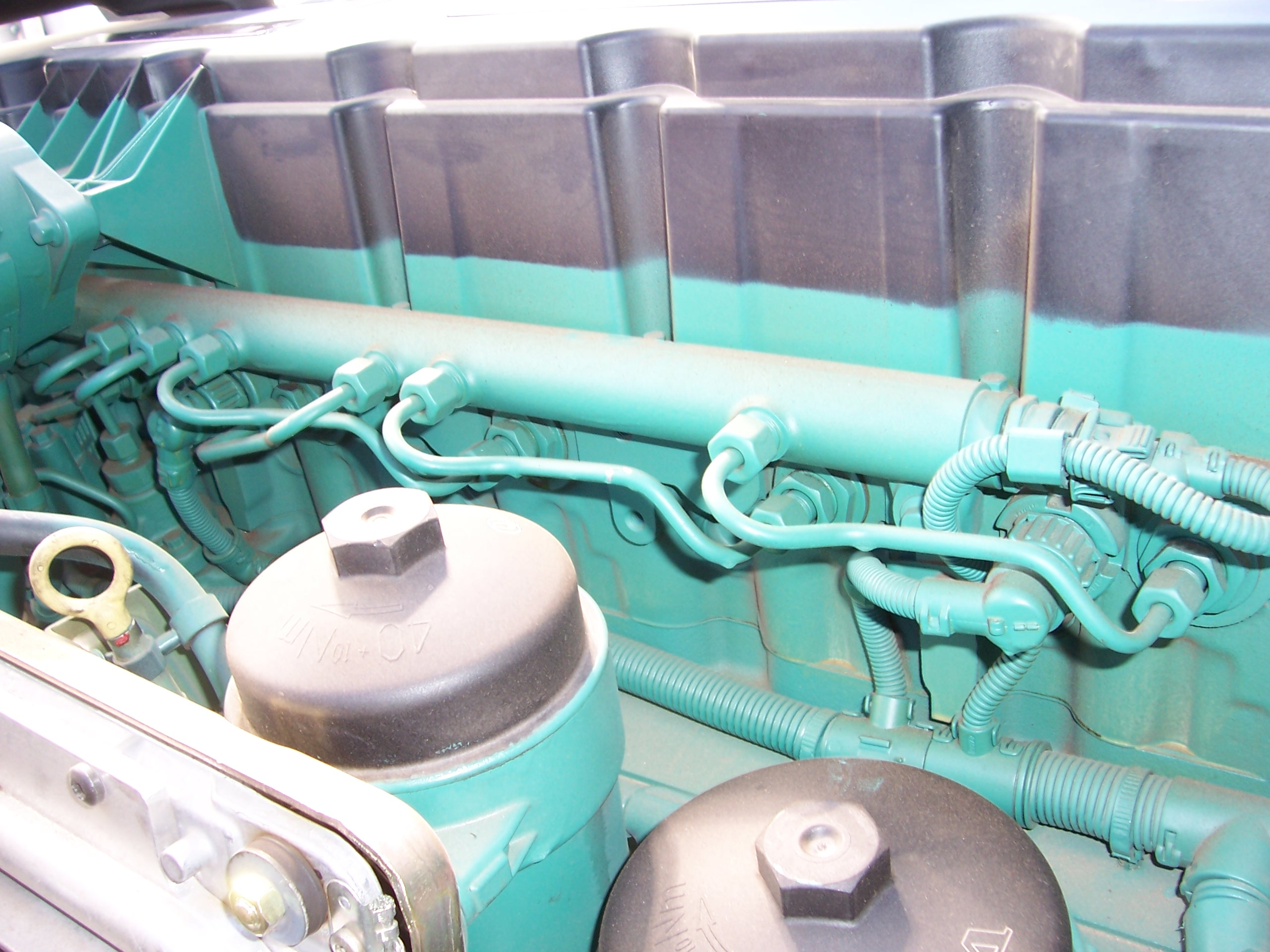
Vue de la rampe d'injection à haute pression d'un moteur de camion Volvo D7E.

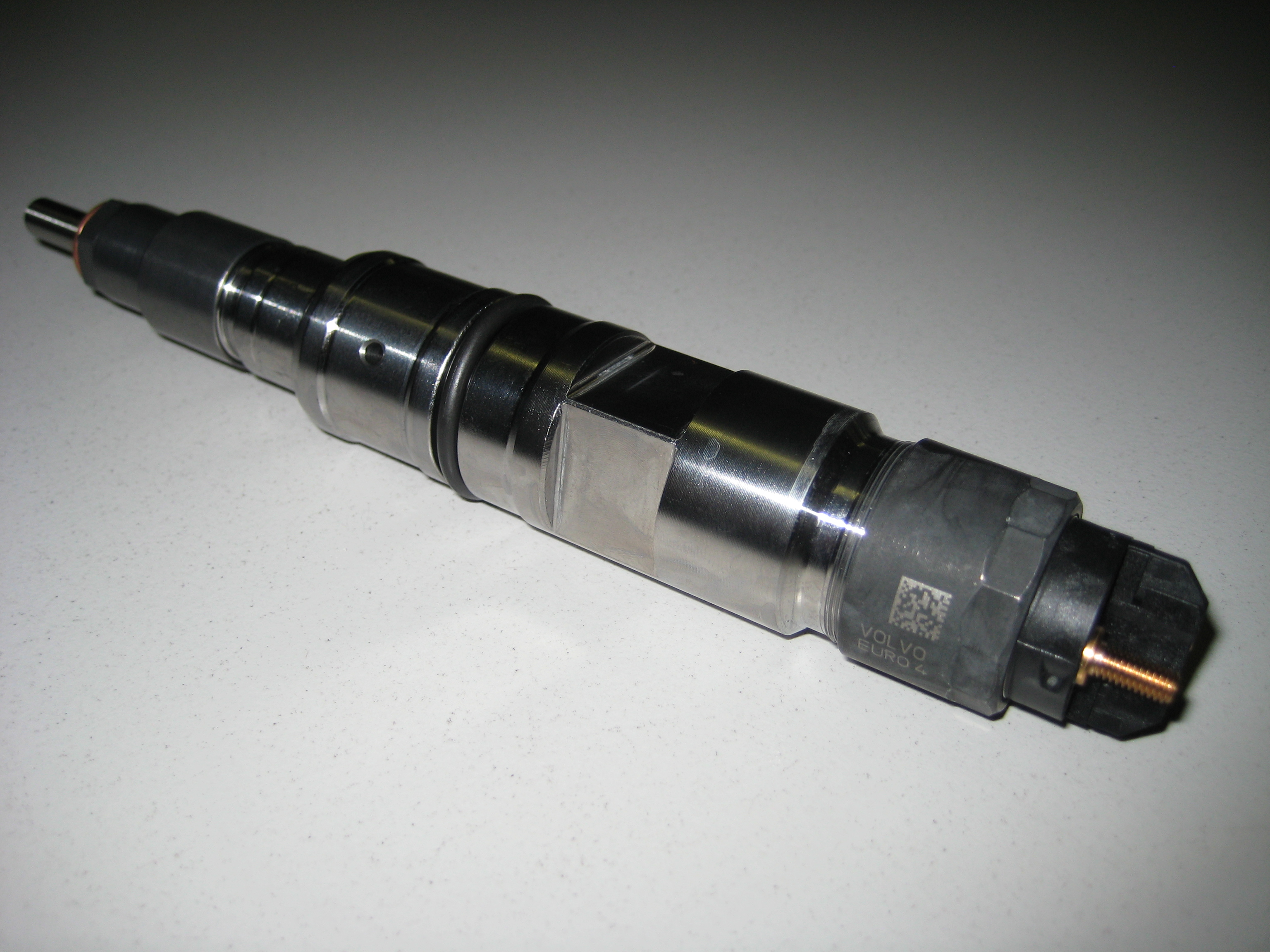
Un injecteur Bosch à rampe commune.

Pour l’article homonyme, voir DCI.
Le système d'injection directe à rampe commune, ou injection directe à haute pression (en anglais common rail ou DCI, pour « Direct common rail Injection ») est une version moderne du moteur Diesel à injection directe.

## Caractéristiques
La caractéristique principale d'un système d'injection à rampe commune réside dans la présence d'un unique accumulateur à haute pression, pouvant aller jusqu'à 2 200 bars à pleine charge, pour l'alimentation des injecteurs. Dans les moteurs précédents, à injection directe ou indirecte, une pompe à basse pression synchronisée avec le villebrequin par la distribution amenait par un conduit le carburant à chaque injecteur. Leur ouverture s'opérait avec la pression du carburant, moyennant un tarage précis pour un fonctionnement efficace.
Les systèmes d'injection à rampe commune utilisent principalement des injecteurs piézoélectriques ou à solénoïde qui permettent de contrôler très précisément la quantité et la chronologie de l'injection du carburant dans chaque cylindre. La commande de ce type d'injecteur est électrique, ce qui a donc permis l'introduction de l'informatique dans la gestion de l’injection, avec de multiples avantages.
Comme la pression d'injection est donnée en amont, on devrait parler de « soupape d'injection », bien que le terme d'« injecteur » soit toujours utilisé.
Les soupapes d'injection à solénoïdes ou piézoélectriques permettent un contrôle électronique de la durée de l'injection et par là même de la quantité exacte de carburant à pulvériser dans la chambre de combustion. De plus, la haute pression permet une meilleure répartition du nuage de carburant dans chaque cylindre. Pour réduire le bruit de fonctionnement du moteur, une infime quantité de carburant est injectée avant l'injection principale. Cette solution, appelée pré-injection, permet au carburant de commencer à brûler en un point particulier de la chambre de combustion, à la différence des moteurs Diesel qui en sont dépourvus, et dans lesquels il y a plusieurs points d'allumage non maîtrisés. De ce fait, les moteurs équipés du système à rampe commune sont plus silencieux et ne connaissent plus de pics de pression en obtenant une combustion beaucoup plus régulière ; ils permettent une nette diminution des émissions de gaz imbrûlés et une réduction de la consommation, de même qu’une amélioration des performances. Le système de pré-injection donne à la rampe commune un ressenti beaucoup plus semblable aux moteurs à allumage commandé, comme les moteurs essence.
Les moteurs les plus sophistiqués peuvent effectuer jusqu'à huit injections par cycle, ils sont appelés « Multijet », ainsi nommés par leur inventeur Fiat et Magneti-Marelli.
L'ingénieur italien Alessandro Tripodi, du groupement Fiat/Magneti-Marelli, est l'inventeur du système à rampe commune. L'Alfa Romeo 156 fut la première voiture au monde à être équipée de ce système révolutionnaire. PSA et Mercedes Benz seront les premiers constructeurs étrangers à pouvoir utiliser la rampe commune, en 1997, quelques mois après le groupe Fiat.

## Historique
Des moteurs avec des principes antérieurs à rampe commune ont été utilisés, dans le passé, dans les moteurs marins et ferroviaires, sur certaines locomotives. Le moteur Cooper-Bessemer GN-8 de 1942 est l'exemple type du moteur Diesel à rampe commune hydraulique le plus connu[pourquoi ?].
Fiat s'est distingué avec la Croma TDid, la première berline au monde à bénéficier en 1988 d'un moteur Diesel à injection directe. Mais le premier véhicule de tourisme à s'équiper d'une telle motorisation est le 4x4 Toyota Land Cruiser HJ61 en 1986[réf. nécessaire].
L'inventeur de la rampe commune est le groupe Fiat, ses brevets portant les numéros EP 0385399 A2 (obtenu le 3 mars 1989) et EP0548916 A1 (obtenu le 24 décembre 1991).
Après avoir déposé les brevets de la rampe commune, Fiat, en proie à des difficultés économiques, les a revendus à Bosch, qui a pu ensuite fournir des systèmes à de nombreux groupes automobiles, dont PSA, Mercedes-Benz et BMW. La première voiture de tourisme à se doter d'une rampe commune émane est l'Alfa Romeo 156 du Groupe Fiat, présentée à l'automne 1997. 
- 1930 : le principe du moteur à rampe commune à injection directe a été développé par des chercheurs de l'École polytechnique de Zurich à partir des années 1930, mais il n'avait jamais fonctionné sur des moteurs de petite cylindrée[3].
- 1960 : le prototype du système à rail commun a été mis au point à la fin des années 1960 par le Suisse Robert Huber. La technologie a ensuite été développée par le Dr Marco Ganser de l'École polytechnique fédérale de Zurich, plus tard Ganser-Hydromag AG (est. 1995) à Oberägeri.
- 1988-1989 : Fiat présente en avril 1988, au salon de Turin, la première voiture équipée d'un moteur Diesel à injection directe, la Fiat Croma TDid. Depuis la fin des années 1980, les ingénieurs de Fiat et Magneti Marelli travaillent sur l'adaptation de la rampe commune sur les moteurs Diesel de petite cylindrée. En 1996, ils pré-industrialisent un système à rampe commune adaptés aux moteurs automobiles. Une pompe, indépendamment du régime de rotation du moteur, injecte du gazole sous forte pression à l'intérieur d'un conduit, la rampe commune ou collecteur, qui devient un accumulateur hydraulique c'est-à-dire un réservoir de carburant sous pression prêt à être injecté dans les cylindres du moteur.
- 1990-1997 : la pré-industrialisation du système à rampe commune a débuté en 1990 dans les laboratoires communs de recherche et développement des sociétés Magneti-Marelli, Centro Ricerche Fiat et Elasis. Profitant des recherches et expériences précédentes du Groupe Fiat, une licence a été cédée au mois d'avril 1994 à la société allemande Robert Bosch GmbH qui utilise les brevets Fiat. Après trente mois de développement, la fabrication en grande série et la commercialisation sont réalisés par Bosch.
- 1995 : la première utilisation réussie dans un véhicule de série a commencé au Japon au milieu des années 1990. Shohei Itoh et Masahiko Miyaki de Denso Corporation, un fabricant japonais de pièces pour véhicules automobiles, ont mis au point le système d'alimentation à rampe commune pour véhicules utilitaires lourds et en ont fait une utilisation pratique avec leur système à rampe commune ECD-U2 monté sur le Hino Camion Ranger et vendu pour usage général en 1995. Denso revendique le premier système commercial à rampe commune haute pression pour camions en 1995[4].
- 1997 : la première voiture équipée d'un moteur avec le système à rampe commune est commercialisée par Alfa Romeo avec la 156.
- À partir de 2005, le groupe Volkswagen profite d'un renouvellement de sa gamme moteur et d'une réduction des cylindrées pour ses moteurs à quatre cylindres pour remplacer peu à peu les moteurs TDI équipés de la solution des « injecteurs-pompes » (« PDE » en allemand) où chaque cylindre est équipé de ce type de produit. À partir de septembre 2008 toute la gamme du groupe est équipée de la technologie de la rampe commune, les moteurs équipés de systèmes « injecteurs-pompe » ne pouvant pas respecter la norme antipollution Euro 4.
- Période contemporaine : les systèmes d'injection à rampe commune équipent tous les moteurs Diesel de grande série et la plupart sont équipés de la troisième génération, à 2 500 bars de pression.

## Description

Schéma d'un système d'injection directe Diesel à rampe commune.

Un système d'injection directe Diesel à rampe commune est composé :
- d'une pompe à carburant basse pression, dite de gavage indépendante du moteur, alimentée en 12 V, qui aspire le carburant dans le réservoir pour l'amener au système d'injection ;
- d'une électrovanne située entre la pompe à carburant et la pompe haute pression, qui contrôle le débit de carburant ;
- d'une pompe haute pression, entraînée par le moteur, qui alimente la rampe commune en carburant ;
- d'un limiteur de pression à tarage mécanique ou piloté, qui contrôle la pression dans la rampe commune ;
- d'un accumulateur hydraulique, appelé « rampe commune », qui constitue une réserve de carburant sous haute pression pour les injecteurs ;
- d'un injecteur par cylindre, jouant le rôle de valves pilotées électrohydrauliquement.

Cet ensemble est contrôlé par :
- un capteur de pression dans la rampe commune ;
- un capteur de température carburant ;
- un calculateur électronique d'injection (communément appelé « ECU » pour « Electronic Control Unit » en anglais) pilotant les actionneurs : les injecteurs, l'électrovanne de contrôle du débit et éventuellement le tarage du limiteur de pression, à partir des informations mesurées par les capteurs.

Le calculateur d'injection utilise les informations issues des capteurs du moteur :
- position de la pédale d'accélération ;
- pression d'air dans le collecteur d'admission ;
- température et débit de l'air à l'admission ;
- température d'eau dans la culasse ;
- régime moteur et position angulaire mesurée sur l'arbre à cames et/ou sur le vilebrequin ;
- ainsi qu'éventuellement l'accélération mesurée sur le bloc cylindre.